# 宣化駅
座標: 北緯40度35分46.10秒 東経115度03分01.35秒 / 北緯40.5961389度 東経115.0503750度
宣化駅（せんか-えき）は中華人民共和国河北省張家口市宣化区にある中国国鉄北京鉄路局が管轄する駅である。

## 利用可能な鉄道路線
中華人民共和国鉄道部
京包線
宣龐線
宣烟線

## 駅周辺
- 宣化飯店
- 宣化県人民政府
- 宣化人民公園
- 交通医院
- 金谷飯店
- 家興超市

## 歴史
- 1909年 - 開業[1]。

## 隣の駅
中華人民共和国鉄道部
京包線
辛荘子駅 - 宣化駅 - 沙嶺子東駅
宣龐線
宣化駅 - 侯家廟駅
宣烟線
宣化駅 - 烟筒山鉄鋼